# Sąd Ostateczny (fresk Giotta)
Sąd Ostateczny – fresk autorstwa Giotto di Bondone namalowany ok. 1305 roku dla kaplicy Scrovegnich w Padwie.
Jeden z 40 fresków namalowanych przez Giotta w kaplicy Scrovegnich należący do cyklu scen przedstawiających życie Joachima i Anny, rodziców Marii oraz Chrystusa.

## Opis fresku
Fresk znajduje się na zachodniej ścianie. Obrazuje wątek opisany w Apokalipsie świętego Jana oraz słowa Chrystusa wypowiedziane w Ewangelii Mateusza: 

Jezus zaś rzekł do nich: "Zaprawdę, powiadam wam: Przy odrodzeniu, gdy Syn Człowieczy zasiądzie na swym tronie chwały, wy, którzy poszliście za Mną, zasiądziecie również na dwunastu tronach, sądząc dwanaście pokoleń Izraela. (Mt. 19:28)

Giotto malował fresk około sześciu lat. Podzielił go na trzy części. W górnej, pośrodku w mandorze, ukazany został siedzący Chrystus. Jego masywna postać nie siedzi na tronie jak każe tradycja, ale na obłoku na którym można dotrzeć symbole ewangelistów tzw. tetramorfę. Głowa Chrystusa otoczona jest aureolą, w której znajdują się trzy lusterka. W ich odbiciach można zauważyć postać Boga przedstawionego po przeciwnej stronie kaplicy we fresku Bóg posyła anioła Gabriela. Wokół aureoli zgromadzony jest pierwszy z dziewięciu chórów anielskich zwanych złożonych z serafinów. Po obu stronach mandorli, siedzi dwunastu sprawiedliwych. Po prawej stronie Chrystusa zasiadają: Piotr, Jakub, Jan, Filip, Szymon i Tomasz; po lewej: Mateusz, Andrzej, Bartłomiej, Jakub Mniejszy, Juda Tadeusz i Maciej. Wyżej znajduje się dziewięć chórów anielskich, podzielonych na dwie symetryczne grupy. W dolnym rzędzie Archanioł Michał i Archanioł Gabriel trzymają miecze i sztandary z czerwonym krzyżem Zakonu Rycerskiego Grobu Bożego z Jerozolimy. Na samej górze po oby stronach okna, artysta  umieścił dwóch aniołów rozwijających wielką księgę z symbolami Słońca i Księżyca. Zwijający się foliał miał rozwiązać problem trójwymiarowości sceny.

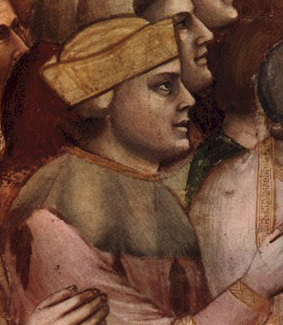
Autoportret Giotta na fresku (fragment)

Pod wizerunkiem Chrystusa, na osi w drugiej części fresku, znajduje się nagi krzyż. Odgradza on wybranych od potępionych. Po lewej stronie skupiają się wszyscy, którzy mogą dostąpić raju. Na pierwszym planie malarz umieścił scenę dedykacyjną: Enrico Scrovegni i prawdopodobnie arcybiskup z katedry w Padwie Altegrado de' Cattanei ofiarują model kaplicy Maryi. Ofiarodawca został przedstawiony z profilu; jego strój, jak i stroje innych sprawiedliwych, jest wierny modzie jaka panowała w XIV wieku. Model kaplicy różni się od oryginału. Za sceną ofiarowania skupia się tłum pozostałych wybranych. Wśród nich, według tradycji, Giotto umieścił swoją podobiznę. Stoi on w pierwszym rzędzie, w różowej szacie i jako jedyny ma na głowie nakrycie.
Po prawej stronie krzyża malarz przedstawił piekło i potępionych. Z mandorli wypływa rzeka krwi rozdzielająca się na cztery ramiona. Wzdłuż niej idą potępieni. Poniżej rzeki siedzi szatan w swojej najgorszej postaci. Wokół niego artysta umieścił znane postacie m.in. wiszącego Judasza Iskariotę.